# Gongling
Gongling (kinesiska: 公岭) är en köping i östra Kina. Den ligger i Huaining härad i Anqing i provinsen Anhui,  omkring 140 kilometer söder om provinshuvudstaden Hefei. Antalet invånare är 19641. Befolkningen består av 9 784 kvinnor och 9 857 män. Barn under 15 år utgör 17,0 %, vuxna 15-64 år 69 %, och äldre över 65 år 13,0 %.